# Warren-Eisfall
Der Warren-Eisfall ist ein Gletscherbruch im ostantarktischen Viktorialand. In der Asgard Range stürzt er vom Vortex Col in den südlichen Abschnitt des Oberen Wright-Gletschers.
Das Advisory Committee on Antarctic Names benannte ihn 2004 nach Alden Warren vom United States Geological Survey, wissenschaftlicher und technischer Fotograf zur Erstellung von Landkarten über Antarktika zwischen 1956 und 2004.